# Tallapoosa (tribu)

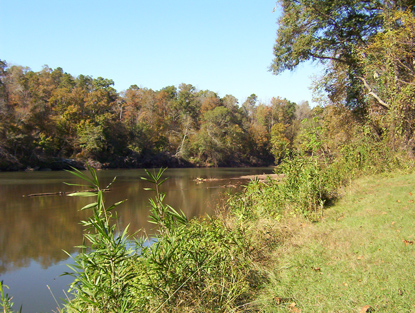
El río Tallapoosa, borde Horseshoe Bend, Alabama

Los tallapoosa eran una división de los indios creeks en la confederación Muscogee. Antes de la deportación a Territorio Indio, los tallapoosa vivían a lo largo del río Tallapoosa en Alabama.
También eran llamados cadapouches o canapouches, que había sido considerado erróneamente sinónimo de los catawbes de Carolina.

## sigloXVI
Los exploradores españoles describieron ciudades a lo largo del Tallapoosa rodeadas de empalizadas de madera por protección. En años posteriores, las empalizadas ya no se construyeron. Hacían cerámica utilizando arena como un templador.

## sigloXVII
Unas 30 ciudades a lo largo de los ríos Tallapoosa, Coosa, y Chattahoochee formaban aliadas la Confederación Muscogee. Los tallapoosa se encontraban entre los alto creeks, que eran más conservadores culturalmente y políticamente que los pueblos bajo creek.

## sigloXVIII
Los tallapoosa lucharon en el asedio de Pensacola. Aunque estos guerreros habían demostrado su eficacia en la combinación de tácticas nativas y armas europeas, los ingleses subestimaron seriamente su importancia como elemento clave para el equilibrio de poder en el interior del sudeste. En consecuencia, hacia el 1716 los tallapoosa y otras tribus habían cambiado su lealtad al otro bando y se dispusieron a utilizar lo que habían aprendido contra los asentamientos de Carolina del Sur.

## sigloXIX
Los tallapoosa formaban parte de la "facción tradicionalista creek," los Bastones Rojos, que lucharon en la Batalla de Holy Ground. En verano de 1813 los Bastones Rojos construyeron nuevos asentamientos para "cada componente de la Nación de los altos Creek (alibamus, tallapoosas, abeikas). Los tallapoosa construyeron un nuevo asentamiento cerca de la villa de Autossee, y los abeikas erigieron Tohopeka, un campamento fortificado en Horseshoe Bend del río Tallapoosa. Los alibamus construyeron Holy Ground, o Econochaca ... en los acantilados sobre el río Alabama, aproximadamente 30 millas al oeste de la actual Montgomery."
Los tallapoosa fueron deportados a la fuerza a Territorio Indio con otros pueblos muskogi a comienzos del siglo XIX.

## Homónimos
El condado de Tallapoosa (Alabama) recibió su nombre por la tribu.